# 一の日会
一の日会（いちのひかい）は、日本のSFファングループ（ファンダムを構成する団体）である。多くのSF関係著名人などが参加した歴史などから、伝説的存在となっている。

## 概要・歴史
発足は「SFマガジン同好会」（のち、「SFM同好会」に改名）で、1962年に紀田順一郎らが、柴野拓美の協力も得て創設（会長は志摩四朗、紀田は副会長）。その創設を記念して、(後の)日本SF大会の第1回にあたるMEGCONが開かれている。科学創作クラブ（その後、機関誌名と同じ宇宙塵に改称)、NULL（筒井康隆主催）に続く、日本で3つめに創設されたSFファングループであった。
月1回の例会のほか、毎月の1日、11日、21日、31日に「一の日会」と称する会合を開いたため、それがグループの通称となる。かつては渋谷道玄坂の喫茶店「カスミ」を溜まり場とした。
当初は平井和正、伊藤典夫らすでにSF界で活躍していた「SF作家第一世代」のメンバーが主に参加したが、数年後からのちに「SF作家第二世代」と呼ばれることになる当時は学生であった横田順彌、鏡明らも参加。
初期は真面目にSFの話をしていたが、次第に奇想天外な馬鹿話をする会になる。志摩が創刊した機関誌『宇宙気流』でも、野田昌宏など関係者の珍エピソードが暴露される連載「インサイド・宇宙気流」が掲載され、人気を博した。また、横田・鏡らは同人誌『SF倶楽部』も刊行した。
1970年に平井は、一の日会の若手メンバーを登場人物のモデルとした超絶ギャグ小説『超革命的中学生集団』を発表。同書が1974年にハヤカワ文庫に収録された際には、横田と鏡が解説を寄せている。
平井は当時の一の日会をたびたび作品中に登場させており、小説『幻魔大戦』には、渋谷の喫茶店での会合（馬鹿話）の描写がある。また小説『地球樹の女神』では中学校の生徒会になっている。
他に、半村良のSFパロディ『亜空間要塞』に登場する「質の日の会」のモデルであり、石原藤夫の『コンピュータが死んだ日』には政府の秘密機関の名前として「一ノ日会」が登場する（なお、石原は他の場所で実在の会のほうを指して「一ノ日会」と書いており、実在の会とずらす意図でカタカナ書きにしたものではないと思われる）。
一の日会は1976年にいったん解散するが、1980年に日本SF大会（TOKON7）を主催。その後も例会活動は続き、現在でも行われている。2010年には、日本SF大会・TOKON10にあわせて、林芳隆（「林石隆」の名前で平井作品にたびたび登場）の編集により欠番だった『宇宙気流』50号（1967年10月号）が刊行された。
また『宇宙気流』は本来、1973年10月号（第83号）で休刊していたが、2012年7月号（第84号）で復刊。現在も刊行されている。

## 主な参加者・出身者
- 柴野拓美（初期に例会に参加）
- 石原藤夫
- 平井和正
- 豊田有恒
- 野田昌宏
- 伊藤典夫
- 牧村光夫（『宇宙気流』編集長。本名柴田啓次郎）
- 佐藤正明（翻訳家）
- 横田順彌
- 鏡明
- 谷口高夫（別名：岡田芙、岡田英夫。SF研究家、翻訳家。『宇宙気流』2代目編集長、東大SF研究会創設者[9]）
- 井口健二（別名：大空翠。SF映画研究家）
- 桑畑蓉子
- 鴨木悠之子
- 川又千秋
- 森下一仁
- 亀和田武
- 今岡清（『SFマガジン』6代目編集長）
- 野口幸夫（翻訳家）
- 黒丸尚
- 林芳隆（フランスSF研究家。『宇宙気流』現編集長。平井和正作品に「林石隆」として登場）
- 門倉純一